# Grande Retirada (Rússia)
A Grande Retirada Russa ocorreu em 1915 durante a Primeira Guerra Mundial, onde as forças do Império Russo se retiram de Galícia e Polónia.

## Contexto
Em meados de 1915, houve um grande acumular de forças militares a favor dos Impérios Centrais. Quatro novos exércitos alemães, o 11°, o 12°, o Exército de Niemen e o de Bug foram formados, dramaticamente equilibrando o poder no leste europeu, com treze exércitos dos Centrais, contra nove russos. Sob pressão do Kaiser, o general Falkenhayn cedeu à insistência de Hindenburg e Ludendorff, para que a ofensiva continuasse.
A Stavka, o QG russo, decidiu empreender uma retirada estratégica da linha de frente até que as indústrias de guerra pudessem se recuperar.

## A ofensiva alemã e a retirada russa

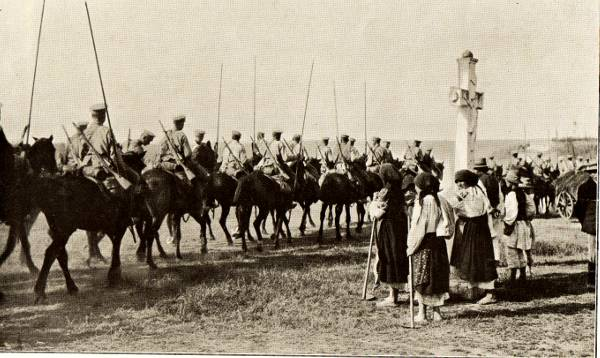
Tropas russas em retirada.

Depois da Ofensiva Gorlice–Tarnów, no começo de junho de 1915, os exércitos do marechal Mackensen cruzaram o Rio San, e capturaram Przemyśl, na Polônia Russa. Em 22 do mesmo mês, forças russas se retiraram de Lvov, a capital da Galícia. Entre 23 e 27 de junho, os alemães cruzaram o rio Dniester. Em julho Mackensen teve que parar o ataque, para se proteger de contra-ataques inimigos.
Em 13 de julho, os Impérios Centrais lançaram uma grande ofensiva em toda a frente de batalha. Em desvantagem e ainda fora de equilíbrio, o sudoeste das linhas russas entrou em colapso e começam a bater em retirada em Ivangorod-Lublin-Chełm. Em seguida, os alemães avançaram para a Letônia e a Lituânia e tomaram a importante fortaleza de Grodno (no oeste da atual Bielorrússia). Os russos, sem qualquer chance de esboçar uma resistência eficiente, tiveram de recuar novamente para além do Vístula.
Em meados de julho, todo o exército alemão já havia avançado 160 km para o Rio Bug, deixando apenas uma pequena porção da Polônia nas mãos do inimigo, que estava fixado em Varsóvia e na fortaleza Ivangorov. Em 22 de julho, as forças dos Impérios Centrais atravessaram o Rio Vístula. Em agosto, o 4° Exército russo abandonou suas posições por lá.
Com as tropas russas em retirada geral, Varsóvia ficou isolada. O 12° Exército Alemão (sob o general Max von Gallwitz), aproveitou a oportunidade e conquistou a cidade entre 4 e 5 de agosto. Novos ataques, empreendidos pelos alemães, aconteceram para o sul da Prússia, logo causando um colapso das forças russas nesta frente.
Depois de receberem reforços, os alemães tomaram Brest-Litovsk em 25 de agosto. Em 19 de setembro as forças de Hindenburg capturaram Vilna. Ao fim de setembro, os russos finalmente se reagruparam e contra-atacaram. Mesmo sem conseguir quebrar as linhas alemãs, o avanço dos Impérios Centrais foi por fim detido e uma nova linha de batalha foi formada, se estendendo do mar Báltico até a fronteira romena, seguindo pelas florestas bielorrussas e o pântano de Pripyet.
Uma das principais consequências das derrotas russas de julho-setembro de 1915 foram as mudanças no alto-comando militar russo. O czar Nicolau II dispensou seu tio, o duque Nicolau Nikolaevich, da liderança do exército e pessoalmente tomou o comando das tropas. Isso se provaria desastroso tanto para a Rússia quanto para a Dinastia Romanov já que cada derrota sofrida nos campos de batalha de agora em diante seriam atribuídas ao czar, o que contribuiria para sua queda na Revolução de Fevereiro de 1917.